# Marron (fruit)
Ne doit pas être confondu avec Marron d'Inde.
Pour les articles homonymes, voir Marron.

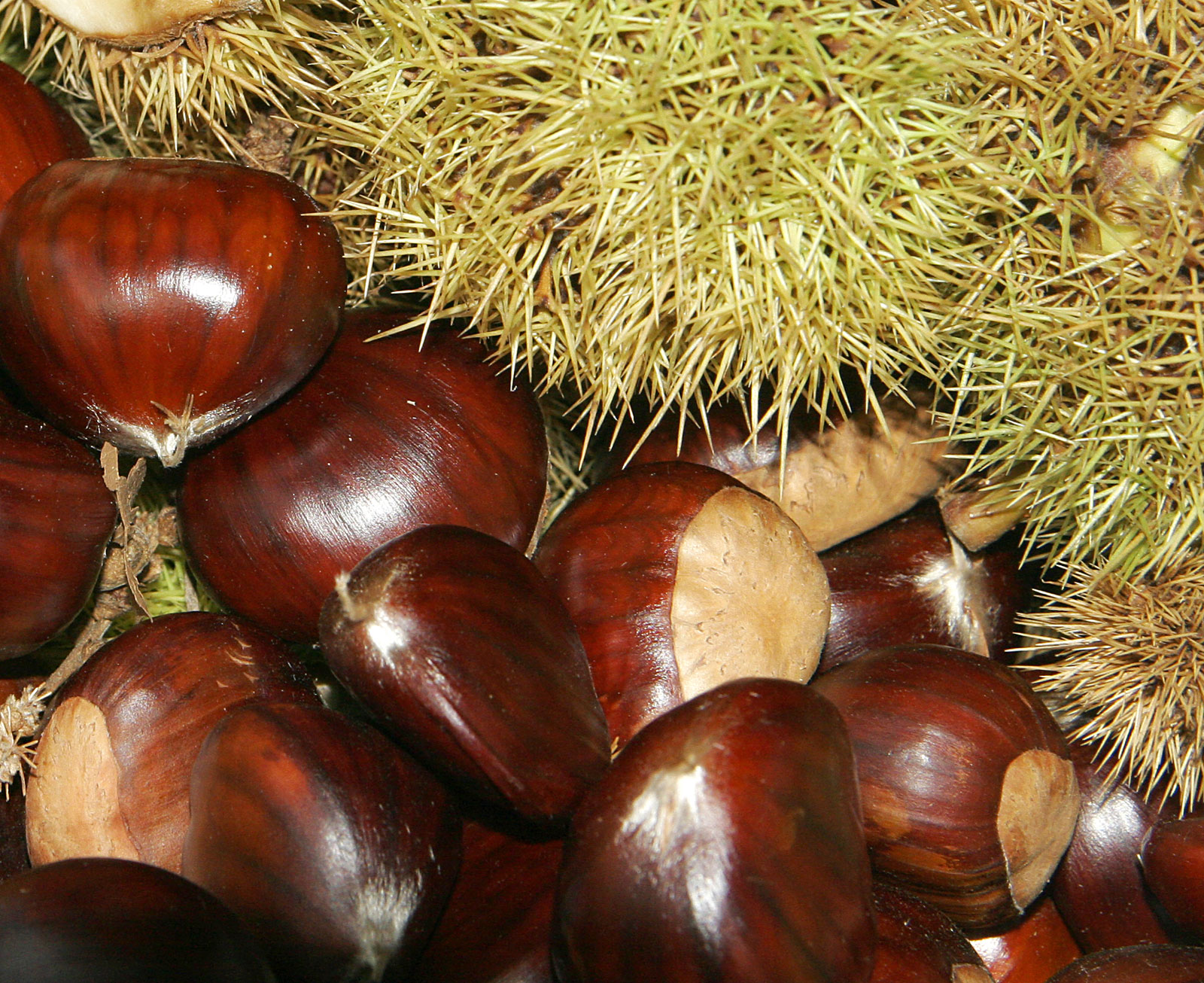
Un lot de châtaignes.

Le marron est l'appellation donnée à une châtaigne qui répond à des critères de belle forme : le fruit est gros, rond (un seul fruit s'est développé par bogue, les deux ovules extérieurs ayant avorté) et non cloisonné (il n'y a pas de repli de la peau à l'intérieur de la chair). Son nom dérive de l'italien marrone issu probablement du radical préroman mar, « pierre, rocher ».
Dans certaines régions ou dans certaines expressions du langage courant, le marron peut cependant désigner les châtaignes dans leur ensemble. Ce fruit comestible du châtaignier, ne doit pas être confondu avec le marron d'Inde, graine toxique du Marronnier d'Inde (Aesculus hippocastanum), que l'on appelle aussi couramment « marron ».

## Variétés de marrons
C’est le fruit comestible de certaines variétés améliorées du châtaignier (marron de Lyon ou Bouche rouge, marron de Goujounac, marron de Laguépie, paragon, etc.), qui sont multipliées par greffage et produisent des marrons en bonne proportion.
Une définition technique de la distinction entre marron et châtaigne précise qu'un cultivar est qualifié de marron quand la proportion de fruits cloisonnés est inférieure à 12 % et de châtaigne si elle est supérieure. En outre un marron ne doit pas présenter de 
tan qui pénètre dans la chair et doit avoir un calibre suffisant de moins de 60 fruits par kilo.

## Usage

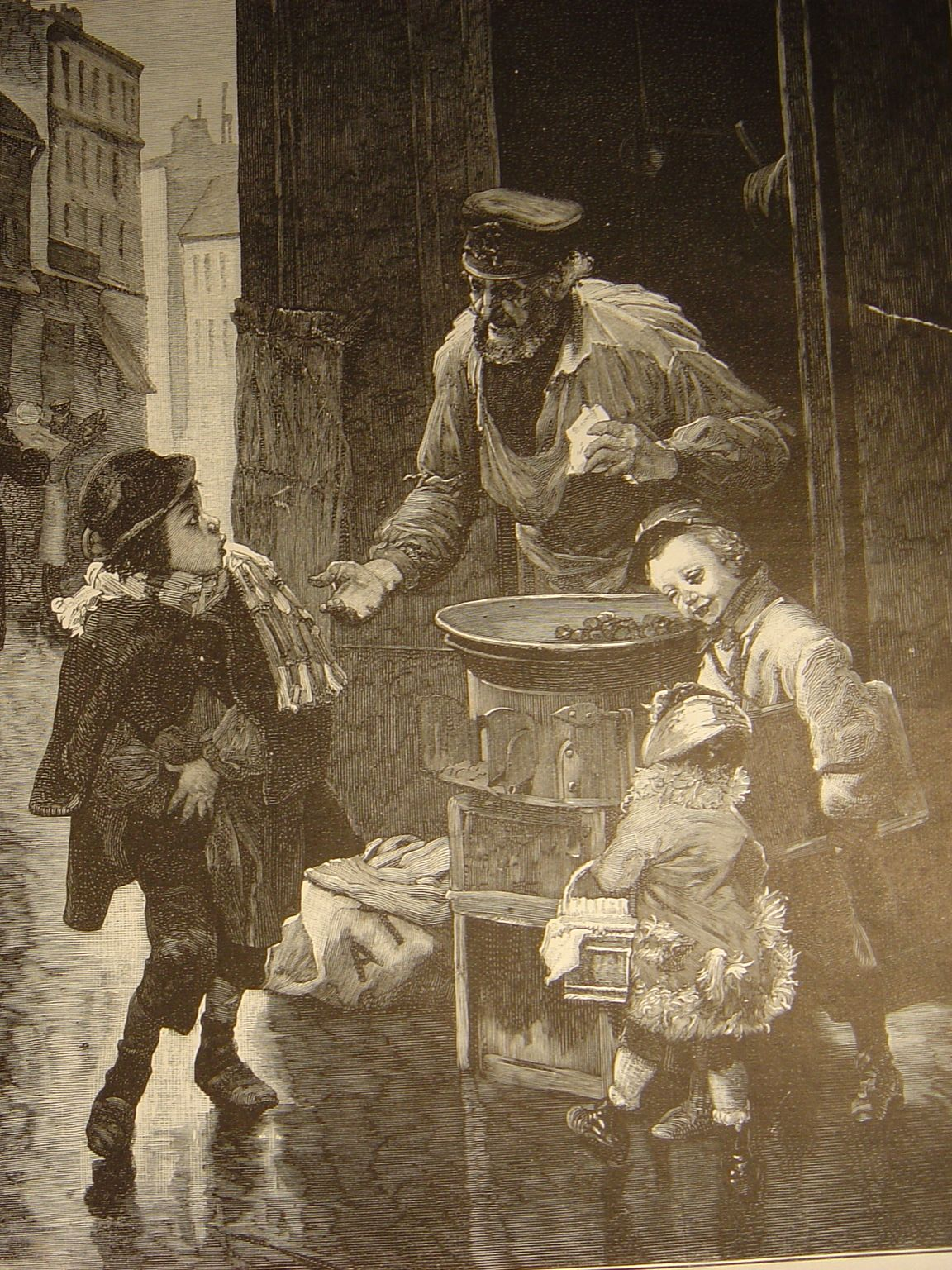
Le marchand de marrons
L'Illustration européenne 1881
Jean Jules Geoffroy.

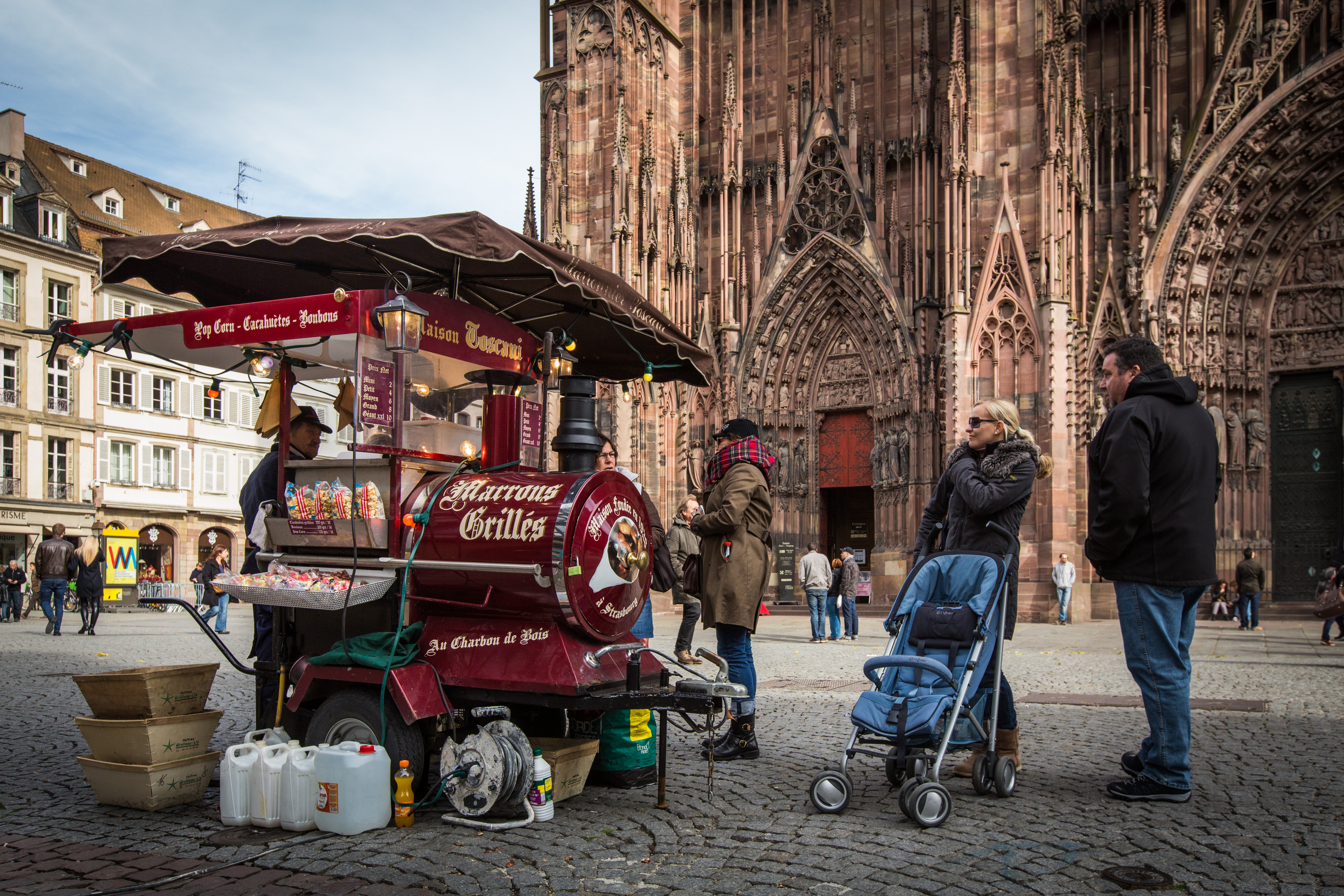
Strasbourg, marchand de marrons chauds devant la cathédrale en octobre 2013.

Les marrons sont destinés prioritairement aux usages de luxe, notamment pour la confection des marrons glacés, crème de marrons ou des marrons grillés.
L'absence de cloisons permet de disposer de fruits de belle apparence. La graine de marron ne contient qu'un embryon alors que la châtaigne en comprend 2 à 5.

## Confusions possibles
Le marron, fruit comestible du châtaignier, ne doit pas être confondu avec le marron d'Inde, graine toxique  du marronnier d’Inde ou marronnier commun (Aesculus hippocastanum), que l'on appelle aussi souvent couramment marron. Les châtaigniers sont cultivés en forêt ou dans des vergers ou des châtaigneraies, parfois dans des parcs. Les marronniers sont des arbres originaires des Balkans qui supportent les plantations urbaines ou routières : les marrons que l'on peut trouver en ville sont donc très souvent des marrons d'Inde. Le marron d'Inde a probablement été nommé par analogie au marron comestible, on ne peut donc pas parler d'abus de langage lorsque l'on utilise ce nom plutôt que « châtaigne ».